# Hugo Kauffmann (Chemiker)
Hugo Josef Kauffmann  (* 27. Juli 1870 in Ludwigsburg; † 1956) war ein deutscher Chemiker. Er war Professor an der Technischen Hochschule Stuttgart.

## Leben
Er war Professor an der Technischen Hochschule Stuttgart und kam 1921 als hauptamtlicher Lehrbeauftragter der chemisch-technischen Abteilung an das Reutlinger Technikum für Textilindustrie. Im November 1922 wurde er dort in das Beamtenverhältnis übernommen, behielt aber weiter seinen Lehrauftrag an der Technischen Hochschule Stuttgart bei. Den Eheleuten Kauffmann gelang 1939 die Auswanderung in die USA.

## Publikationen
- Die Valenzlehre. Ein Lehr- und Handbuch für Chemiker und Physiker. Verlag Ferdinand Enke, Stuttgart 1911.
- Beziehungen zwischen physikalischen Eigenschaften und chemischer Konstitution. Verlag Ferdinand Enke, Stuttgart 1920.
- Allgemeine und physikalische Chemie. 2. Bände. Göschen’sche Verlagshandlung, Berlin 1913